# Alchemilla phegophila
Alchemilla phegophila es una especie de planta del género Alchemilla, perteneciente a la familia Rosaceae.

## Taxonomía
Alchemilla phegophila fue descrita por Serguéi Yuzepchuk en 1954.

## Distribución
Se encuentra en el territorio de Crimea.